# Объединённое освободительное движение Западного Папуа
Объединённое освободительное движение Западного Папуа (англ. United Liberation Movement for West Papua, ULMWP) — организация, объединяющая основные движения за независимость Западной Новой Гвинеи. Организация была основана в Вануату 7 декабря 2014 года посредством объединения Федеративной Республики Западное Папуа (NRFPB), Национальной коалиции освобождения Западного Папуа (WPNCL) и Национального парламента Западного Папуа (NPWP).

## История
В октябре 2013 года Национальный совет освобождения Западного Папуа подал заявку на вступление в Меланезийскую инициативную группу (MSG), впоследствии отклонённую. Ранее, в 2011 году, статусы наблюдателей получили индонезийские провинции Папуа и Западное Папуа. Меланезийская инициативная группа заявила, что для рассмотрения любых заявок организациям за независимость Западного Папуа следует объединиться в единое движение, что и произошло в декабре 2014 года.
В феврале 2015 года епископ ЮАР Десмонд Туту, лауреат Нобелевской премии мира, заявил, что он «был шокирован тем, что Западное Папуа все ещё не свободно». Ещё в 2004 году епископ попросил ООН пересмотреть Акт свободного выбора.
В июне 2015 года Движению был предоставлен статус наблюдателя в Меланезийской инициативной группе в качестве представителя западных папуасов за пределами региона, в то время как статус Индонезии был повышен до ассоциированного члена.
В сентябре 2016 года на 71-й сессии Генеральной Ассамблеи ООН премьер-министры Вануату, Соломоновых Островов, Тонги, Тувалу, а также президенты Науру и Маршалловых Островов призвали ООН принять меры в связи с предполагаемыми нарушениями прав человека в отношении коренных меланезийцев Западного Папуа. Соломоновы Острова заявили, что нарушения прав человека были связаны со стремлением населения к независимости. В ответ Индонезия объявила утверждения «ложными и сфабрикованными». Представители Соломоновых Островов указали, что Индонезия должна предоставить Специальным докладчикам ООН доступ в Западное Папуа, чтобы доказать ложность утверждений.
В октябре 2016 года Комитет по ликвидации расовой дискриминации инициировал процедуру раннего предупреждения и незамедлительных действий и попросил Индонезию официально ответить на утверждения о расовой дискриминации к середине ноября, однако Индонезия так и не ответила на вопросы ООН.
В марте 2017 года на 34-й сессии Совета по правам человека ООН представитель Вануату выступил с совместным заявлением от имени Тонги, Науру, Палау, Тувалу, Маршалловых Островов и Соломоновых Островов по поводу нарушений прав человека в Западном Папуа и попросил Верховного комиссара ООН по правам человека подготовить доклад по данному вопросу. Индонезия отвергла утверждения Вануату. Кроме того, в совместном заявлении организации был сделан акцент на повышение депопуляции коренного населения Западного Папуа и нехватка медицинских услуг, особенно в отдаленных районах. Индонезия вновь объявила утверждения безосновательными.
В мае 2017 года в совместном заявлении Совета Министров государств Африки, Карибского бассейна и Тихого океана Вануату, Соломоновых Островов, Тонги, Тувалу, Науру, Палау и Маршалловых Островов были затронуты нарушения прав человека, охарактеризованные как «медленный геноцид», и содержался призыв к принятию резолюции в поддержку права на самоопределение населения Западного Папуа. Папуа — Новая Гвинея предложила направить миссию для установления фактов. Гвинея-Бисау сравнила положение Западного Папуа с Восточным Тимором.
В мае того же года одиннадцать новозеландских парламентариев от четырех политических партий подписали Вестминстерскую декларацию, в которой содержится призыв к юридическому признанию права Западного Папуа на самоопределение путем голосования под международным контролем.
В сентябре 2017 года на 72-й сессии Генеральной Ассамблеи ООН премьер-министры Соломоновых Островов, Тувалу и Вануату вновь подняли вопрос соблюдения прав человека. Представитель Вануату призвал Совет по правам человека ООН провести расследование убийств и нарушений прав человека индонезийскими силовыми структурами и призвала мировых лидеров поддержать право на самоопределение региона. Индонезия отвергла все обвинения и заявила, что Западное Папуа останется частью Индонезии.
26 сентября 2017 года представитель Движения Бенни Венда заявил, что на сессии Генеральной Ассамблеи ООН он представил Специальному комитету по деколонизации секретную петицию о праве на самоопределение, подписанное 1,8 миллионами западных папуасов. Председатель Специального комитета Рафаэль Рамирес впоследствии заявил, что он не получал петицию, и даже если бы она была представлена, была бы вне мандата комитета. Рамирес добавил, что «Комитет признаёт суверенитет Индонезии над Западным Папуа» и что его ведомством «манипулировали» в политических целях.
1 декабря 2017 года Бенни Венда был избран председателем Движения после реструктуризации. Джейкоб Румбиак был назначен международным представителем Движения.

## Структура

### Национальный парламент Западного Папуа
Национальный парламент Западного Папуа (PNWP) включает в себя Национального комитета Западного Папуа (KNPB).

### Национальная коалиция за освобождение Западного Папуа
Национальная коалиция за освобождение Западного Папуа (WPNCL) — группа организаций, стремящихся к независимости, которая была сформирована 20 декабря 2005 года. Её нынешний Генеральный секретарь — Рекс Румакиек.
Коалиция стремится поднять вопрос о Западном Папуа в региональных организациях Океании. Она добивается предоставления Западному Папуа статуса наблюдателя в Меланезийской головной группе и заявила, что обратится к правительству Папуа-Новой Гвинеи с просьбой поднять вопрос о Западном Папуа на форуме тихоокеанских островов.